# Contea di Clinton (Indiana)
La contea di Clinton (in inglese Clinton County) è una contea dello Stato dell'Indiana, negli Stati Uniti. La popolazione al censimento del 2000 era di 33 866 abitanti. Il capoluogo di contea è Frankfort.